# Controle de pragas

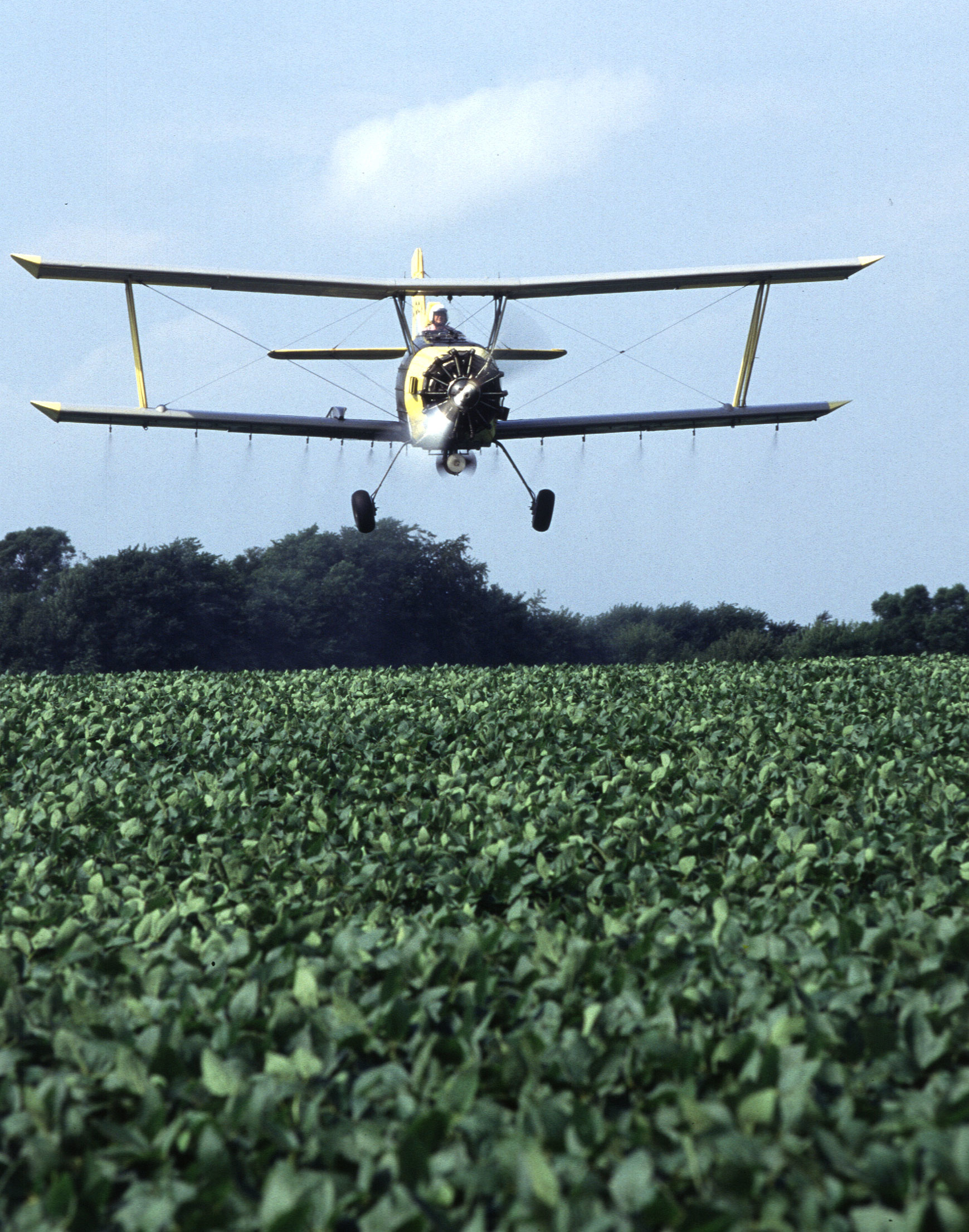
Um avião agrícola aplicando inseticida.

O controle de pragas é a regulamentação ou manejo de uma espécie definida como uma praga, membro do reino animal que impacta adversamente nas atividades humanas. A resposta humana depende da importância do dano causado e vai desde a tolerância, passando pela dissuasão e manejo, até as tentativas de erradicar completamente a praga. As medidas de controle de pragas podem ser executadas como parte de uma estratégia integrada de manejo de pragas.

## Nas atividades

### Na agricultura
Na agricultura, as pragas são mantidas sob controle por meios culturais, químicos e biológicos. A aração e o cultivo do solo antes da semeadura reduzem a carga de pragas e há uma tendência moderna de limitar o uso de pesticidas tanto quanto possível. Isso pode ser alcançado monitorando a cultura, aplicando inseticidas apenas quando necessário, e cultivando variedades e culturas resistentes a pragas. Sempre que possível, meios biológicos são usados, encorajando os inimigos naturais das pragas e introduzindo predadores ou parasitas adequados.

### No ambiente urbano
Em residências e ambientes urbanos, as pragas são os roedores, pássaros, insetos e outros organismos que compartilham o habitat com os humanos e que se alimentam e estragam os bens. O controle dessas pragas é tentado por exclusão, repulsão, remoção física ou meios químicos. Alternativamente, vários métodos de controle biológico podem ser usados, incluindo programas de esterilização.

## Histórico
O controle de pragas é pelo menos tão antigo quanto a agricultura, pois sempre houve a necessidade de manter as lavouras livres de pragas. Já em 3000 aC, no Egito, os gatos eram usados para controlar pragas de depósitos de grãos, como roedores. Os furões foram domesticados por volta de 500 DC na Europa para uso como mousers. Os mangustos foram introduzidos nas casas para controlar roedores e cobras, provavelmente pelos antigos egípcios.
A abordagem convencional foi provavelmente a primeira a ser empregada, visto que é comparativamente fácil destruir ervas daninhas queimando-as ou arando-as e matar herbívoros competidores maiores. Técnicas como rotação de culturas, plantio companheiro (também conhecido como consórcio ou cultivo misto) e a reprodução seletiva de cultivares resistentes a pragas têm uma longa história.
Pesticidas químicos foram usados pela primeira vez por volta de 2500 aC, quando os sumérios usavam compostos de enxofre como inseticidas. O controle moderno de pragas foi estimulado pela disseminação do besouro da batata do Colorado nos Estados Unidos. Depois de muita discussão, compostos de arsênico foram usados para controlar o besouro e o envenenamento previsto de população humana não ocorreu. Isso abriu caminho para uma ampla aceitação de inseticidas em todo o continente. Com a industrialização e mecanização da agricultura nos séculos XVIII e XIX, e a introdução dos inseticidas piretro e derris, o controle químico de pragas se generalizou. No século XX, a descoberta de vários inseticidas sintéticos, como o DDT, e herbicidas impulsionou esse desenvolvimento.
O controle biológico foi registrado pela primeira vez por volta de 300 DC na China, quando colônias de formigas tecelãs, Oecophylla smaragdina, foram colocadas intencionalmente em plantações de citros para controlar besouros e lagartas. Também na China, os patos eram usados em arrozais para consumir pragas, conforme ilustrado na antiga arte rupestre. Em 1762, uma mynah indiana foi trazida para as Ilhas Maurício para controlar gafanhotos e, quase ao mesmo tempo, árvores cítricas na Birmânia foram conectadas por bambus para permitir que formigas passassem entre elas e ajudassem a controlar lagartas. Na década de 1880, joaninhas eram usadas em plantações de cítricos na Califórnia para controlar insetos cochonilhas, e outros experimentos de controle biológico se seguiram. A introdução do DDT, um composto barato e eficaz, colocou um ponto final nas experiências de controle biológico. Na década de 1960, problemas de resistência a produtos químicos e danos ao meio ambiente começaram a surgir, e o controle biológico teve um renascimento. O controle químico de pragas ainda é o tipo predominante de controle de pragas hoje, embora um interesse renovado no controle tradicional e biológico de pragas tenha se desenvolvido no final do século XX e continue até hoje.